# SBT MS
 (juin 2021).
SBT MS est une chaîne de télévision brésilienne basée à Campo Grande, capitale de l'État du Mato Grosso do Sul. Elle opère sur le canal 8 (28 UHF numérique) et est affiliée à SBT. Il appartient au Midwest Radio and Television Network, qui est également responsable des radios Mega 94 FM et Rádio H'Ora et du journal Correio do Estado, et est actuellement loué à la Fondation internationale de la communication, qui contrôle TV Guanandi. Ses studios se trouvent dans le quartier de Carvalho et ses émetteurs se trouvent à Jardim São Lourenço.

## Histoire
La station a été fondée le 11 octobre 1980 sous le nom de TV Campo Grande, par le propriétaire du journal Correio do Estado, José Barbosa Rodrigues. Initialement, elle fonctionnait entièrement sur la programmation locale, mais en 1981, elle est devenue une filiale de la SBT nouvellement créée, étant l'une des filiales de longue date du réseau.
En 2000, elle a commencé à étendre son signal à d'autres municipalités du Mato Grosso do Sul, transmettant par satellite à des relais qui atteignent actuellement[Quand ?] 74 municipalités et environ 97,5% de la population. En 2003, avec le décès de José Barbosa Rodrigues, son fils, Antônio João Hugo Rodrigues, prend la direction de la station.
Le 11 mars 2009, le Midwest Radio and Television Network loue TV Campo Grande à l'International Communication Foundation, la branche médiatique de l'Église internationale de Graça de Deus.
En septembre 2011, la station change de nom et est renommée SBT MS.